# Townesion japonicus
Townesion japonicus là một loài tò vò trong họ Ichneumonidae.